# Fort Crildumersiel

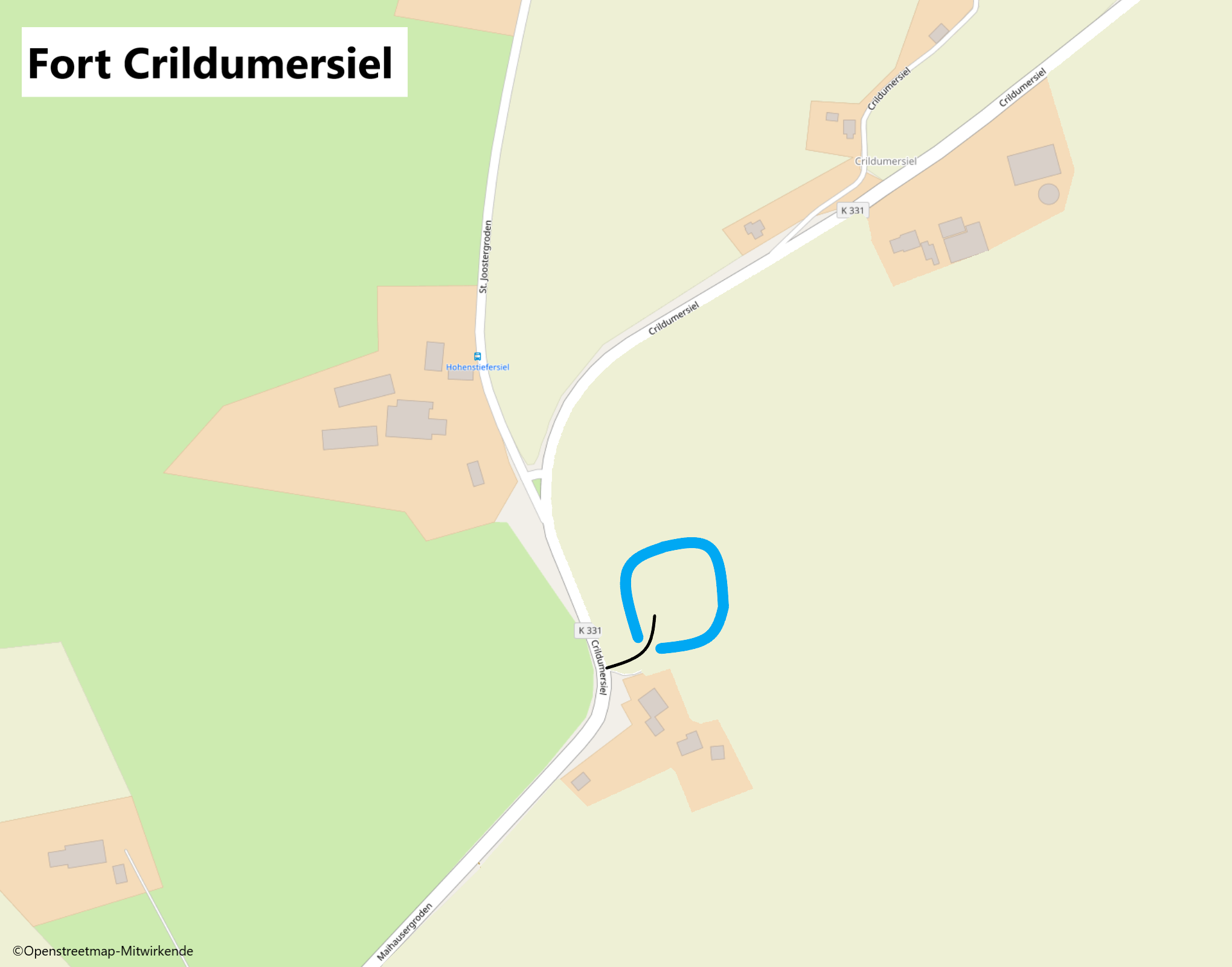
Umriss des Forts Crildumersiel

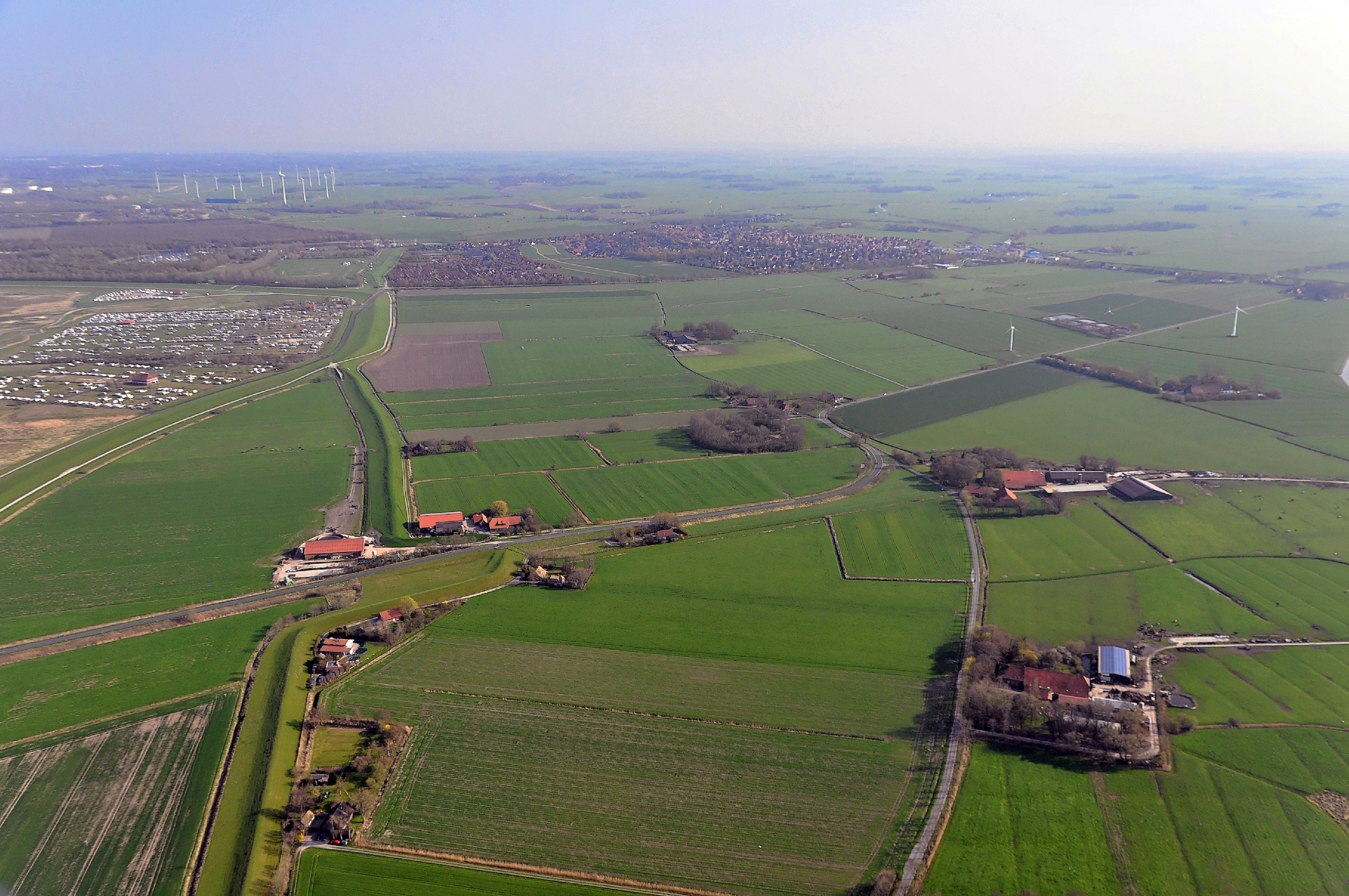
Luftbild in Blickrichtung Süden, der Standort des Forts ist das Wäldchen in der Bildmitte links von der S-Kurve.

Das Fort Crildumersiel war eine Befestigungsanlage zum Schutz des Kriegshafens Wilhelmshaven.

## Lage und Aufbau

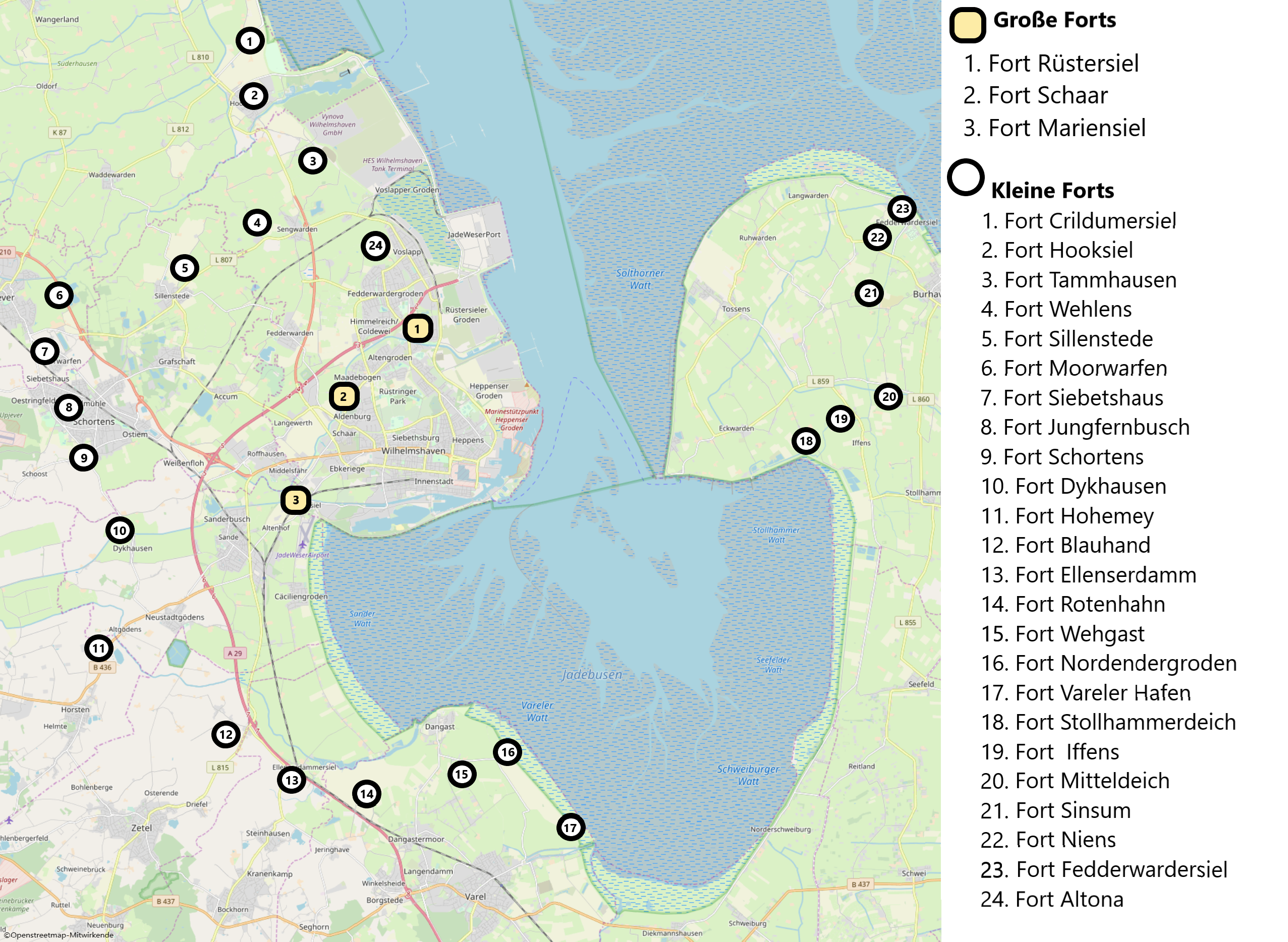
Position der Forts zum Schutz Wilhelmshavens.

Das Fort wurde als geschlossene Lünette errichtet. Der Grundriss des Fort Crildumersiel nähert sich einem Kreis an. Es befindet sich etwa 50 Meter östlich der Landstraße Hooksiel-Crildumersiel. Der Durchmesser der von einer Graft umfassten Anlage ist 120 Meter. Die Graft hat eine Breite von etwa 5 Metern. Im Inneren der Anlage befand sich ein großer Bunker. Heute befindet sich das Grundstück in Privatbesitz.

## Geschichte
Das Fort Crildumersiel wurde in der zweiten Hälfte des 19. Jahrhunderts als Außenfort des strategisch wichtigen Kriegshafens Wilhelmshaven angelegt. In der Anlage befand sich der Kommandeursstand Crildumersiel. Im Zweiten Weltkrieg befand sich hier eine leichte Flak.